# Schloss Dorff

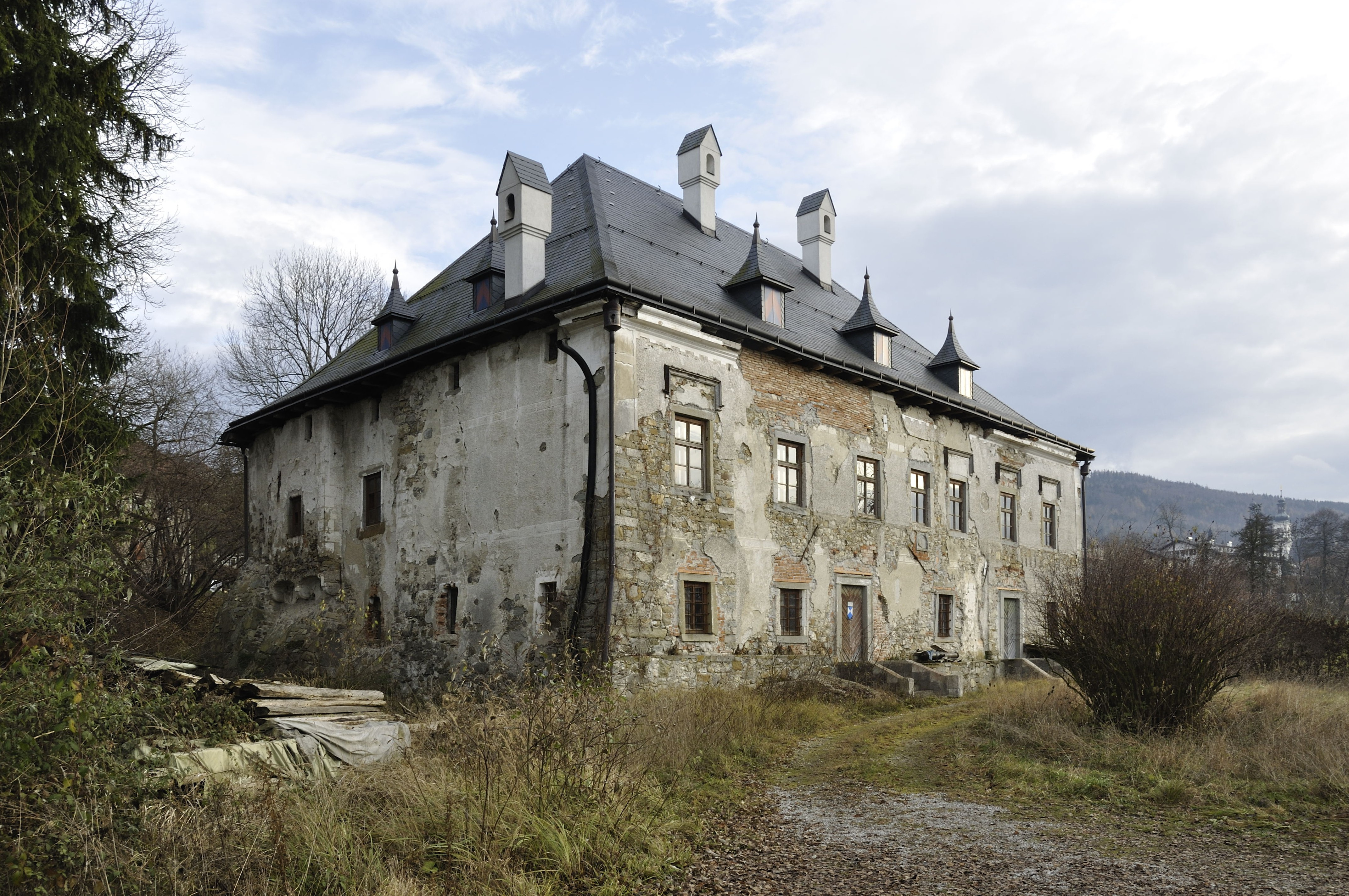
Schloss Dorff

Das Schloss Dorff liegt in der Gemeinde Schlierbach im Bezirk Kirchdorf von Oberösterreich (Stiftsstraße 35). 

## Geschichte
Schloss Dorff ist das einzige Schloss in Oberösterreich, das seit 600 Jahren im Besitz der Familie Hayden und damit ein und derselben Familie ist. Die dem Ritter- und später dem Freiherrenstand (Erhebung am 7. Juni 1888 durch Kaiser Franz Joseph I.) angehörenden Hayden von und zu Dorff zählen zu den ältesten Familien Oberösterreichs. Ein Berthold Hayden wird bereits 1317 erwähnt, sein Sohn Nikolaus 1360. In einer Urkunde des Klosters Garsten wird 1327 der Steyrer Bürger Ruger von Hayden genannt. Herzog Albrecht II. von Österreich verlieh am 10. August 1336 einen Meierhof zu Molln an Ruger und Niklas von Hayden. Thomas von Hayden, Sohn des Niklas, war von 1376 bis 1379 Richter zu Kremsmünster und Pfleger auf Scharnstein. 1400 wird Dorff ein Lehen des Herzogs Albrecht IV. von Österreich. Eine Urkunde von 1417 erlaubte es dem Wolfgang von Hayden, auf dem Schloss Wein auszuschenken. 1607 war aber das Schloss schon so heruntergekommen, dass es als „ganz paufällig also das man es  faßt nit bewohnen khan“ galt. 
Im 17. Jahrhundert ehelichte Christoph Benedikt Hayden von Dorff Beatrix Spindler, Besitzerin des Schlosses Weyer. Die Hayden von Dorff hatten auch lange Zeit die Besitzungen Inzersdorf und bis 1758 Lindach inne. Die Erbtochter Susanna des Wolf Siegmund von und zu Dorff heiratete 1659 Christoph Adam von Zötliz, der Geld in die Ehe brachte und so den Besitz rettete. Christoph Adam starb sehr bald, sodass das Schloss an den Neffen Christoph Adam von Hayden ging. Dieser ließ über seine Besitzungen 1711 einen Fideikommiss errichten, der erst 1939 aufgehoben wurde. Um 1755 gehörten zum Landgut Dorff 60 Untertanen und 66 Feuerstätten, 28 Tagwerk Äcker, 24 Tagwerk Wiesen, Zehente, das Holz aus der Dorfleiten, zwei Teiche und das Fischwasser in zwei Bächen. 
Wolfgang von Hayden besaß Dorff bis 1913. Ritter Freiherr Eduard von Hayden verstarb 1959 im 75. Lebensjahr und vererbte den Besitz an seine Enkelin Angela Beck.

## Schloss Dorff einst und jetzt

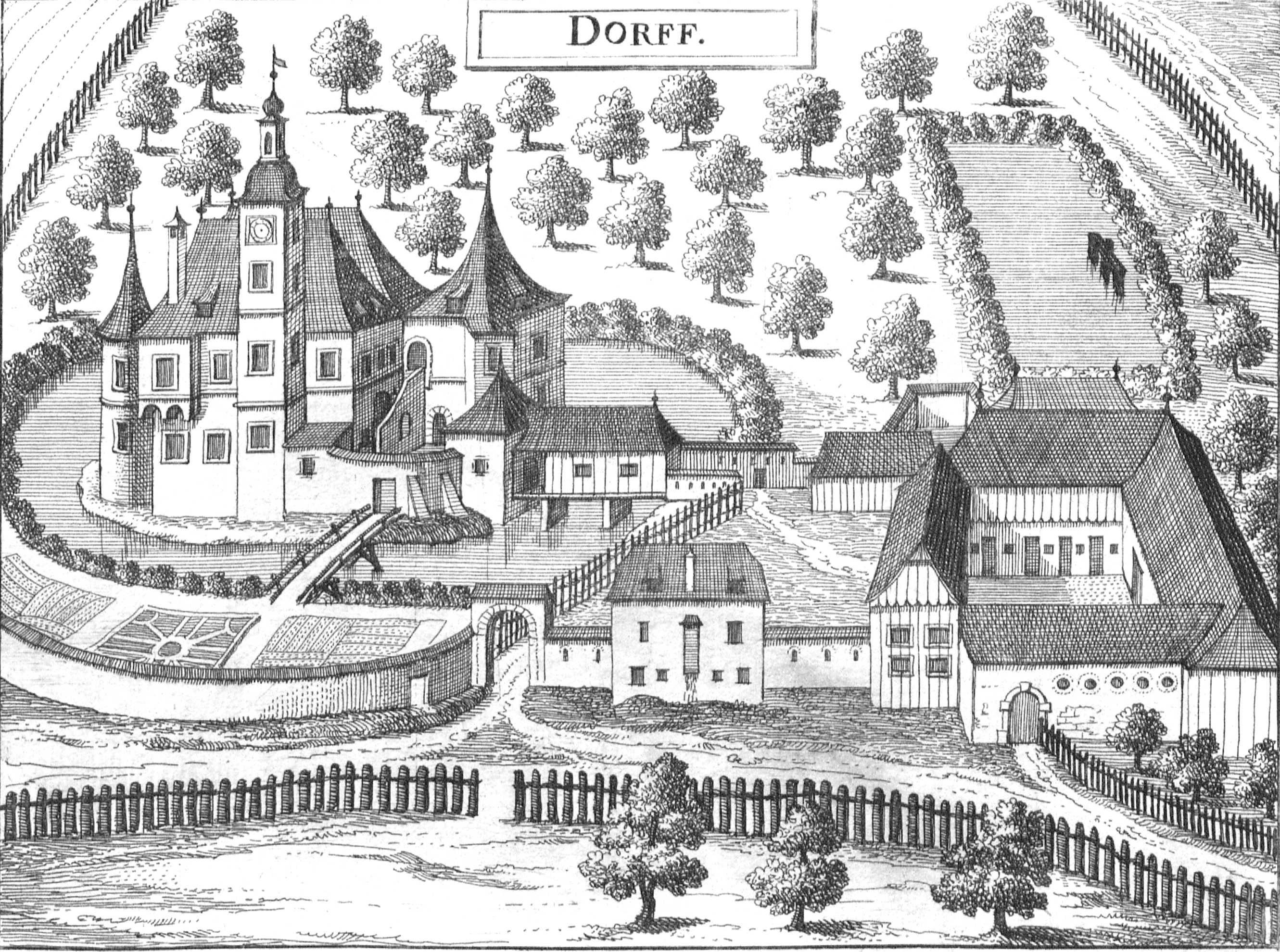
Das Schloss auf einem Stich von Georg Matthäus Vischer, 1674

Wie auf einem Stich von Georg Matthäus Vischer von 1674 zu erkennen ist, war Schloss Dorff ein Wasserschloss, das über zwei Brücken zugänglich war. Beide Brücken führten über einen Torbau bzw. ein Tor in einen Vorhof, von dem aus der eigentliche Zugang zum Schloss möglich war. Der zweigeschoßige Schlossbau hatte einen viereckigen Eingangsturm, einen Rundturm auf einer Seite und einen Mittelturm mit Turmuhr. Eine Mauer, die in einen Palisadenzaun überging, umgab Schloss und Ringgraben, eine Zier- und Nutzgartenanlage sowie den nebenliegenden Meierhof, der einen durchaus wehrhaften Eindruck machte. 
Heute vermittelt Schloss Dorff einen wesentlich anderen Eindruck: Der umgebende Teich ist verschwunden. Der Baubestand hat durch viele Um- und Zubauten sein einheitliches Aussehen verloren. Noch vorhanden sind Reste des früheren Rundturms im linken hinteren Eck des Baus. Dieser Turm ist bis auf Dachhöhe abgetragen. Die auf verschiedenen Höhen liegenden Fenster deuten ebenfalls auf mehrere Umbauten hin. Auf der Rückseite befinden sich zwei Fenster mit bemerkenswerten Fensterkörben und ein Abtrittserker. 
Auf der Schauseite befinden sich zwei Eingänge. Zwischen dem zweiten und dritten Fenster befindet sich eine übertünchte Baunaht, die den Ort des früheren Viereckturmes andeutet. Das Mansarddach stammt aus der Zeit des letzten Umbaus. Angeblich ist das Schlossinnere durch die vielen Umbauten sehr verwinkelt. Zugang ist der linke Eingang. Die Stufen werden mit Betonsteinen gestützt. Vor dem Schloss liegt ein Kanonenrohr. Darüber findet sich das Wappen, vermutlich derer von Hayden, das kaum mehr zu erkennen ist. Das Dach scheint in neuerer Zeit renoviert worden zu sein. Das hinter dem Schloss liegende Grundstück ist verwildert und ungepflegt. Die Mauern weisen viele große, statische Risse auf. Bisherige Rettungsmaßnahmen scheinen nicht systematisch vorgenommen worden zu sein.
An der Stelle des verschwundenen Meierhofs befindet sich heute ein unscheinbarer Bau.

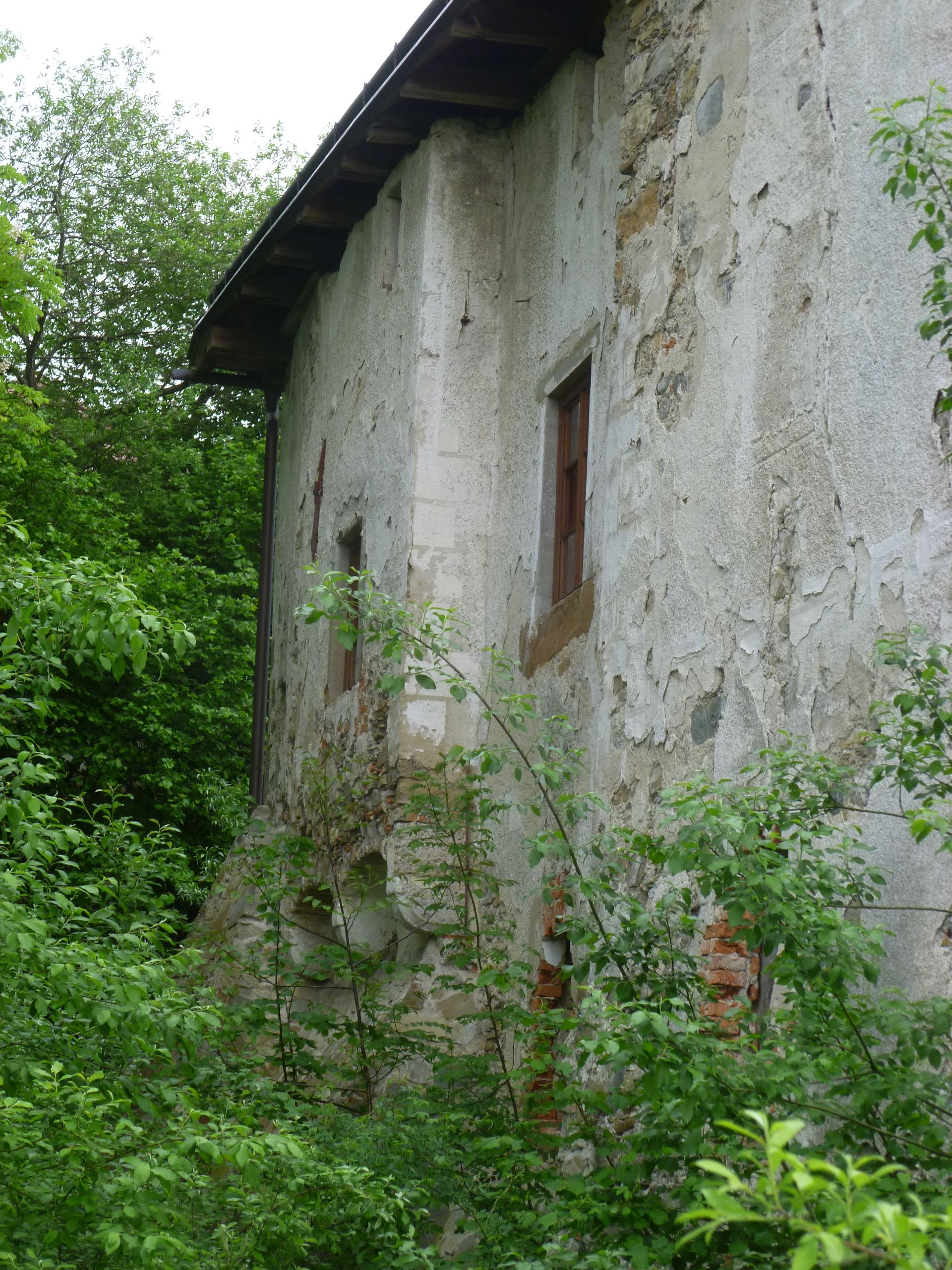
Seitenansicht
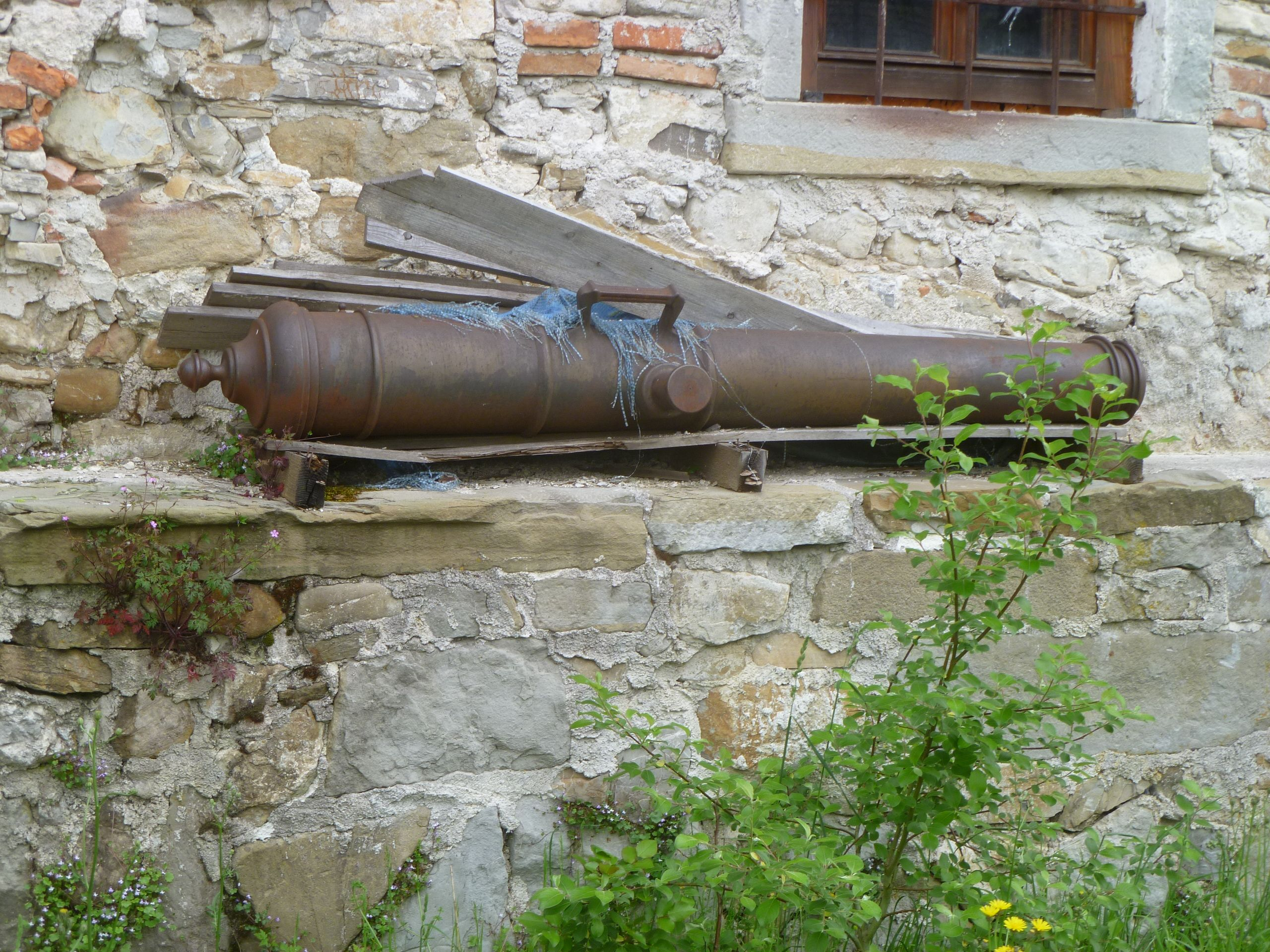
Kanonenrohr vor dem Schloss
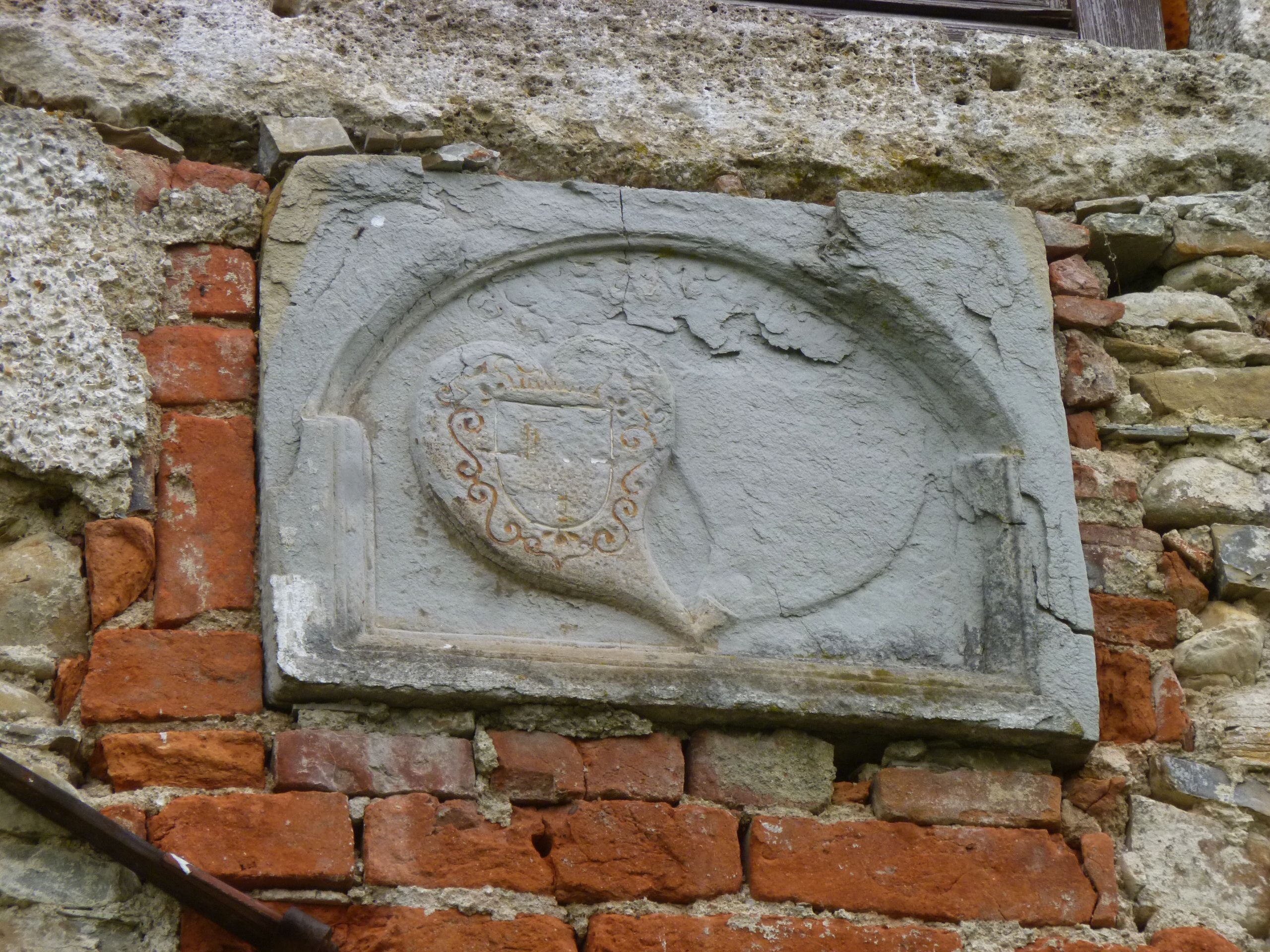
Wappen an der Hausmauer
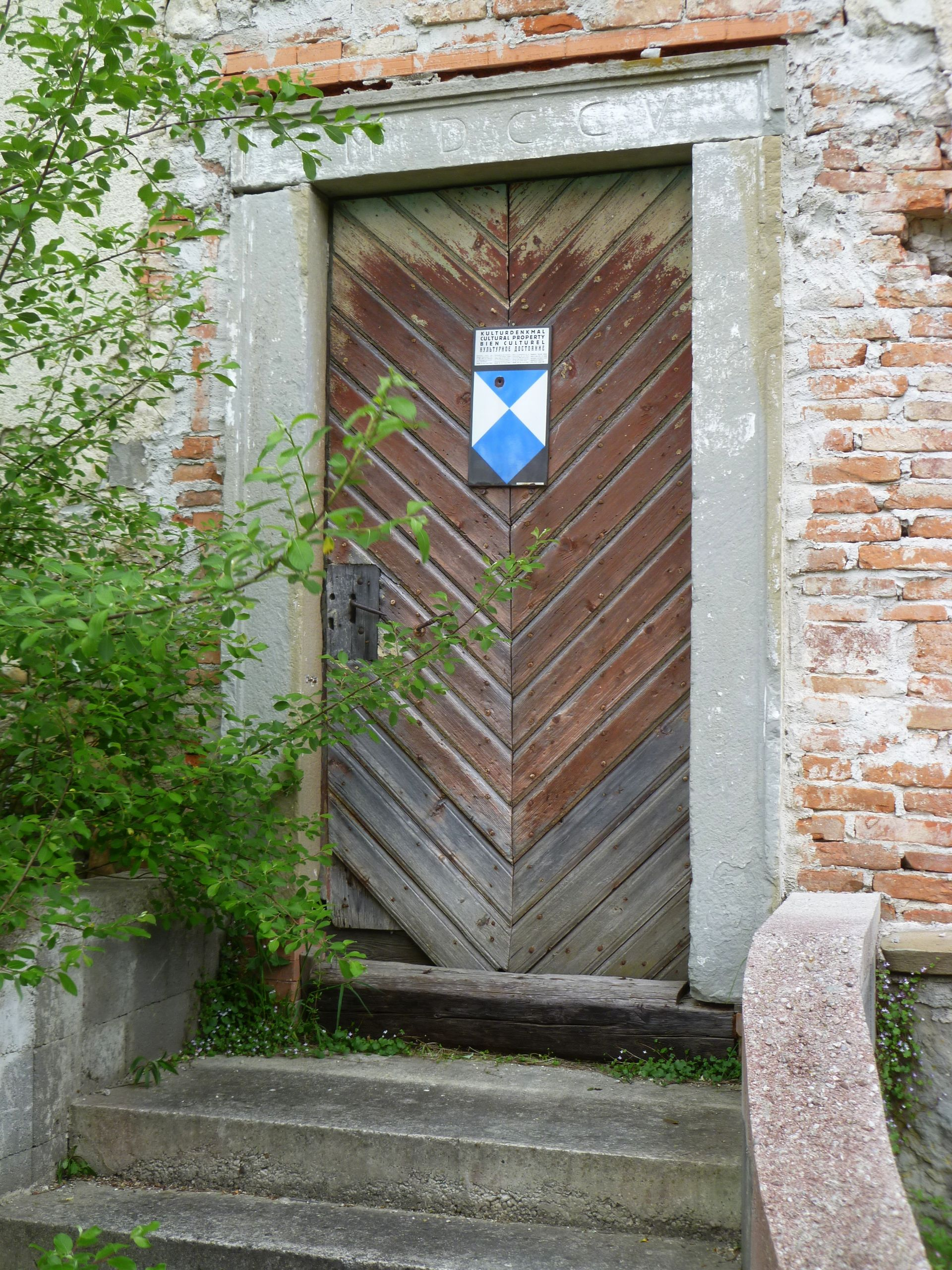
Eingangsportal